# 达曼乔迪
达曼乔迪（Damanjodi），是印度奥里萨邦Koraput县的一个城镇。总人口8475（2001年）。

## 人口
该地2001年总人口8475人，其中男性4607人，女性3868人；0—6岁人口1150人，其中男610人，女540人；识字率83.10%，其中男性为85.09%，女性为80.74%。